# Liddy Bacroff
 (mars 2024).
La mise en forme du texte ne suit pas les recommandations de Wikipédia : il faut le « wikifier ».
Les points d'amélioration suivants sont les cas les plus fréquents. Le détail des points à revoir est peut-être précisé sur la page de discussion.
- Les titres sont pré-formatés par le logiciel. Ils ne sont ni en capitales, ni en gras.
- Le texte ne doit pas être écrit en capitales (les noms de famille non plus), ni en gras, ni en italique, ni en « petit »…
- Le gras n'est utilisé que pour surligner le titre de l'article dans l'introduction, une seule fois.
- L'italique est rarement utilisé : mots en langue étrangère, titres d'œuvres, noms de bateaux, etc.
- Les citations ne sont pas en italique mais en corps de texte normal. Elles sont entourées par des guillemets français : « et ».
- Les listes à puces sont à éviter, des paragraphes rédigés étant largement préférés. Les tableaux sont à réserver à la présentation de données structurées (résultats, etc.).
- Les appels de note de bas de page (petits chiffres en exposant, introduits par l'outil «  Source ») sont à placer entre la fin de phrase et le point final[comme ça].
- Les liens internes (vers d'autres articles de Wikipédia) sont à choisir avec parcimonie. Créez des liens vers des articles approfondissant le sujet. Les termes génériques sans rapport avec le sujet sont à éviter, ainsi que les répétitions de liens vers un même terme.
- Les liens externes sont à placer uniquement dans une section « Liens externes », à la fin de l'article. Ces liens sont à choisir avec parcimonie suivant les règles définies. Si un lien sert de source à l'article, son insertion dans le texte est à faire par les notes de bas de page.
- La présentation des références doit suivre les conventions bibliographiques. Il est recommandé d'utiliser les modèles {{Ouvrage}}, {{Chapitre}}, {{Article}}, {{Lien web}} et/ou {{Bibliographie}}. Le mode d'édition visuel peut mettre en forme automatiquement les références.
- Insérer une infobox (cadre d'informations à droite) n'est pas obligatoire pour parachever la mise en page.

Pour une aide détaillée, merci de consulter Aide:Wikification.
Si vous pensez que ces points ont été résolus, vous pouvez retirer ce bandeau et améliorer la mise en forme d'un autre article.
Liddy Bacroff (19 août 1908 – 6 janvier 1943) est une artiste et travailleuse du sexe pendant la République de Weimar, persécutée et tuée par le régime nazi pendant la Seconde Guerre mondiale. Bacroff rejeta le genre masculin et s'identifia comme un « travesti », ainsi qu'en attestent les textes qu'elle a écrits. Bacroff fut emprisonnée à plusieurs reprises pour « actes homosexuels » en vertu du Paragraphe 175 du code pénal allemand et finalement tuée dans le camp de concentration de Mauthausen.

## Biographie
Liddy Bacroff fut d'abord élevée par ses grands-parents, puis adoptée par Joseph Habitz, le dernier mari de sa mère. Lors de son adoption, elle reçut le nom officiel de Heinrich Eugen Habitz, qui ne sera jamais modifié légalement. Bacroff était considérée comme un enfant « difficile à élever » et fut envoyée en maison de correction pendant un an entre 1926 et 1927. Après avoir abandonné un stage en entreprise, elle a occupé plusieurs emplois de bureau et de messager, puis est devenue « danseuse » de cirque,.
En 1924, à l'âge de 16 ans, Bacroff fut pour la première fois condamnée à six semaines de prison par le tribunal local de Ludwigshafen pour une infraction à l'article 176 (3) du Code pénal du Reich ; plus tard, la condamnation fut annulée. En 1929, elle fut condamnée par le tribunal local de Mannheim à une peine de deux mois de prison pour « fornication contre nature » en vertu du paragraphe 175, peine qu'elle purgea effectivement. En novembre 1929, Bacroff quitta Ludwigshafen et s'installa d'abord à Berlin, puis à Hambourg; c'est là qu'elle travailla dans la prostitution et dans les spectacles de travestissement/ transformisme sous le nom de Liddy Bacroff.
En 1930, Bacroff fut de nouveau arrêtée pour vol et condamnée à deux mois de prison (elle affirme avoir volé une robe « par nécessité »). Peu de temps après sa libération, Bacroff dut purger un mois supplémentaire d'emprisonnement pour « intrusion ». Près d'un an plus tard, en mai 1931, Bacroff fut de nouveau condamnée, cette fois à quatre mois de prison, pour actes homosexuels en vertu du paragraphe 175. En 1933 et 1934, Bacroff fut condamnée respectivement à six et dix mois de prison.
Lors de ses séjours en prison, Liddy Bacroff écrivit plusieurs textes de nature semi-autobiographique,.
En 1936, Liddy Bacroff fut pour la première fois poursuivie en vertu de l'article 4 du Paragraphe 175a du Code pénal allemand, nouvellement introduit par les nazis à la suite du scandale Röhm et faisant de « l'indécence commerciale » un délit condamnable; un marin du nom de Georg Otto Meyer l'avait accusée de lui avoir dérobé vingt marks pendant une fellation tarifée. Elle fut condamnée par le tribunal régional de Hambourg à deux ans au pénitencier de Brême-Oslebshausen avec 3 ans de « déchéance d'honneur » (perte des droits civiques).
Après sa libération en janvier 1938, Liddy Bacroff tenta d'échapper à la surveillance constante de la police en utilisant de faux papiers d'identité. Un mandat d'arrêt fut alors lancé contre elle. Deux mois plus tard, le 25 mars 1938, Liddy Bacroff est dénoncée lorsque quelqu'un déclare à la police qu'« un homme en tenue de femme » est assis à une table du restaurant « Komet » avec un autre homme. Les deux sont arrêtés. Le partenaire de table de Bacroff déclara qu'il pensait avoir rencontré une femme. Bacroff dit à la police qu'elle avait reçu un certificat de travestissement (Transvestitenschein) et que sa « passion pour les hommes » était ce qui l'avait conduite à la prostitution.
Le 4 avril 1938, Liddy Bacroff demande « volontairement » à être castrée, espérant selon toute probabilité que cela mettrait fin au harcèlement policier. Elle fut alors examinée par le conseiller médical Wilhelm Reuss du département de la santé de Hambourg. Le médecin qualifia Bacroff de « travesti incurable » (qui continuerait à vendre des services sexuels aux hommes même après une éventuelle castration), et recommanda au tribunal de le « séparer de la communauté nationale (Volksgemeinschaft) », ce qui équivalait dans les faits à une condamnation à mort,.
Le 22 août 1938, Liddy Bacroff fut ainsi condamnée par le tribunal régional de Hambourg à trois ans de prison à Zuchthaus, suivis d'une détention préventive pour « indécence commerciale contre nature » en tant que « récidiviste dangereux ».
Après avoir été détenue d'abord par la Gestapo, puis en détention provisoire, Liddy Bacroff fut transférée en octobre 1938 au pénitencier de Brême-Oslebshausen et, après avoir purgé sa peine, fut envoyée au centre de détention de Rendsburg en octobre 1941. En novembre 1942, Liddy fut transférée à la police de Hambourg puis finalement emmenée au camp de concentration de Mauthausen, où elle fut tuée le 6 janvier 1943.

## Textes
L'histoire de Liddy Bacroff nous est connue principalement par les documents policiers qui l'ont suivie tout au long de sa vie, en la désignant systématiquement sous le nom de Heinrich Habitz; de manière plus exceptionnelle, cependant, le dossier policier de Liddy Bacroff a également préservé plusieurs textes semi-autobiographiques dans lesquels Bacroff décrit sa vie dans les milieu travestis de Hambourg, et met des mots sur sa propre identité de genre,. C'est notamment au fil de ces textes qu'elle s'invente le nom de Liddy Bacroff, comme la liste le montre :
- Freiheit! Die Tragödie einer homosexuellen Liebe, (« Liberté! La tragédie d'un amour homosexuel »), 19 mars 1930, signé « Litty »;
- Ein Erlebnis als Transvestit: Das Abenteuer einer Nacht in der Transvestitenbar Adlon! (« Une expérience de travesti: l'aventure d'une nuit au bar travesti Adlon! »), août 1931;
- Liebster Willy! (« Très cher Willy »), 1930, signé « Litty van Monty »;
- Die Liebe! (« L'amour! »), date inconnue (mais probablement 1930), signé « Liddy Bacroff, Transvestit »;
- Aus meinem Liebesleben! (« Souvenirs de ma vie amoureuse! »), mai 1931, signé « Transvestit Liddy Habitz »;
- Gademaro's Opfer (« Le sacrifice de Gademaro »), août 1931, signé  « Liddy Bacroff ».

Ces textes ont selon toute probabilité été écrits avec elle-même pour seule lectrice; cependant, ils furent également transcrits par la police et servirent de pièces à conviction tout au long des procédures légales qui mèneront Liddy Barcoff au camp de concentration de Mauthausen.

## Mémoire
L'histoire de Liddy Bacroff fut reconstituée par Bernhardt Rosenkranz et Gottfried Lorenz dans leur livre Hamburg auf anderen Wegen: Die Geschichte des schwulen Lebens in der Hansestadt, consacré aux homosexuels de Hambourg. À la suite de leur travail, un Stolperstein (plaque commémorative) a été installé en 2004 au dernier lieu de résidence de Liddy Bacroff à Hambourg (Simon-von-Utrecht-Straße 79),. L'histoire de la vie de Liddy Bacroff peut être écoutée sous forme d'enregistrement citant ses notes sur son séjour en prison,.
En mai 2016, le Théâtre Oliv de Mannheim a mis en scène la pièce Will flirten, toben, schmeicheln ! Last mich – ich bin Liddy (Envie de flirter, de s'ébattre, de flatter ! Laisse-moi - je m'appelle Liddy), dans laquelle l'histoire de Liddy Bacroff était présentée sur scène à partir d'écrits personnels et d'autres documents,,.